# دريس فان جيستل
دريس فان جيستل (مواليد 30 سبتمبر 1994) هو دراج بلجيكي عضو في فريق ديركت إينرجي.

## وصلات خارجية
- دريس فان جيستل على موقع الاتحاد الدولي للدراجات (الإنجليزية)
- دريس فان جيستل على موقع أرشيف الدراجات (الإنجليزية)
- دريس فان جيستل على موقع إحصائيات الدراجات الإحترافية (الإنجليزية)
- دريس فان جيستل على موقع نسبة الدراجات (الإنجليزية)